# 代伦丁根
代倫丁根（德語：Derendingen）是瑞士索洛圖恩州的一个市镇，位於該國北部，由負責管轄，面積5.62平方公里，海拔高度439米，截至2018年12月31日总人口为6,483人。

## 外部連結
- Official website （页面存档备份，存于） （德文）